# Смаглєєвська волость
Смаглєєвська волость — історична адміністративно-територіальна одиниця Богучарського повіту Воронізької губернії з центром у слободі Смаглєєвка.
Станом на 1880 рік складалася із 6 поселень, 5 сільських громад. Населення — 7184 особи (3575 чоловічої статі та 3609 — жіночої), 1038 дворових господарств.
|                     | Площа, десятин | У тому числі орної, дес. |
| ------------------- | -------------- | ------------------------ |
| Сільських громад    | 21508          | 17798                    |
| Приватної власності | 191            | 83                       |
| Іншої власності     | 198            | 193                      |
| Загалом             | 21897          | 18074                    |

Поселення волості на 1880 рік:
- Смаглєєвка — колишня державна слобода при річці Богучар за 45 верст від повітового міста, 2327 осіб, 335 дворів, православна церква, школа, поштова станція, 31 вітряний млин, 2 лавки, 4 ярмарки на рік.
- Голе — колишня державна слобода, 1875 осіб, 300 дворів, православна церква, 30 вітряних млинів, лавка, 2 торжки.
- Скнарин — колишній державний хутір при річці Богучар, 1381 особа, 185 дворів, 13 вітряних млинів.
- Фісенкова (Гайворонське) — колишня державна слобода, 752 особи, 107 дворів, православна церква, 16 вітряних млинів, торжок.

За даними 1900 року у волості налічувалось 6 поселень із переважно українським  населенням, 5 сільських товариств, 174 будівлі та установи, 1049 дворових господарств, населення становило 8253 особи (4462 чоловічої статі та 3791 — жіночої).
1915 року волосним урядником був Охрим Іванович Ковальов, старшиною — Харитон Степанович Яіцький, волосним писарем — Василь Данилович Голубев.